# Lieja-Bastoña-Lieja 1893
La Lieja-Bastogne-Lieja 1893 fue la 2ª edición de la clásica ciclista Lieja-Bastoña-Lieja. La carrera se disputó el domingo 28 de mayo de 1893, sobre un recorrido de 250 km. El vencedor final fue el belga Léon Houa, que se adjudicaba el segundo de los tres triunfos consecutivos que conseguiría en esta carrera. Los también belgas Michael Borisowski y Charles Collette acabaron segundo y tercero respectivamente. 

## Clasificación final
| Posición | Ciclista           | Equipo | Tiempo     |
| -------- | ------------------ | ------ | ---------- |
| 1        | Léon Houa          | -      | 10h42'00"  |
| 2        | Michael Borisowski | -      | a 30'00"   |
| 3        | Charles Collette   | -      | a 32'00"   |
| 4        | Richard Fischer    | -      | a 52'00"   |
| 5        | Louis Rasquinet    | -      | a 1h00'00" |
| 6        | René Nulens        | -      | a 1h24'00" |
| 7        | Henri Thanghe      | -      | a 1h30'00" |
| 8        | Degraa             | -      | a 1h36'00" |
| 9        | Lucien Loppart     | -      | a 2h08'00" |
| 10       | Van Haerne         | -      | a 2h15'00" |